# Slavoška
Slavoška és un poble i municipi d'Eslovàquia. Es troba a la regió de Košice, a l'est del país.

## Història
La primera referència escrita de la vila data del 1563.

## Demografia
| Godina             | 1994 | 2004   | 2014   | 2024   |
| ------------------ | ---- | ------ | ------ | ------ |
| Nombre de persones | 130  | 123    | 132    | 139    |
| Diferència         |      | −5,38% | +7,31% | +5,30% |

| Godina             | 2023 | 2024   |
| ------------------ | ---- | ------ |
| Nombre de persones | 135  | 139    |
| Diferència         |      | +2,96% |